# Jdanî, Lubnî
Jdanî (în ucraineană Ждани) este o comună în raionul Lubnî, regiunea Poltava, Ucraina, formată numai din satul de reședință.

## Demografie
Componența lingvistică a comunei Jdanî
     Ucraineană (99,1%)
     Alte limbi (0,9%)
Conform recensământului din 2001, majoritatea populației comunei Jdanî era vorbitoare de ucraineană (99,1%), existând în minoritate și vorbitori de alte limbi.